# A24 (Band)
A24 war eine deutsche Boygroup, die von 2000 bis 2003 bestand.

## Bandgeschichte
Die fünf Bandmitglieder im Alter zwischen 18 und 22 Jahren wurden durch ein Casting zusammengestellt und von Splitt Entertainment und BMG unter Vertrag genommen. Da von den fünf Sängern zwei aus Hamburg und drei aus Berlin stammen, wurde die Band nach der Bundesautobahn 24 benannt, die die beiden Großstädte verbindet. Die Mitglieder brachten bereits Erfahrung mit Auftritten vor Publikum oder Kamera mit. So sang Pete Dwojak bereits seit er 12 Jahre alt war an der Deutschen Oper Berlin und im Theater des Westens als Solist. Andere hatten Auftritte in Filmen oder in Fernsehserien wie Gute Zeiten, schlechte Zeiten oder Praxis Bülowbogen.
In den ersten Jahren absolvierten A24 über 350 Auftritte und waren unter anderem im ZDF-Fernsehgarten und der SAT-1-Silvesterparty zu sehen. Im Frühjahr 2003 wurde dann die Debütsingle Engel in der Nacht veröffentlicht. Sie erreichte Ende März die deutschen Singlecharts, kam aber nicht über Platz 77 hinaus. Weitere Veröffentlichungen wurden daraufhin erst einmal zurückgestellt und im September 2003 löste sich die Band nach dem Ausstieg von Pete Dwojak schließlich wieder auf.